# ワルター・バリリ
ワルター・バリリ（Walter Barylli [baˈrʏli]バリュリ, 1921年6月16日 - 2022年2月1日
）は、オーストリア出身のヴァイオリニスト。

## 経歴
ウィーンに生まれ、ウィーン音楽アカデミーでフランツ・マイレッカーに師事。ミュンヘンでフロリツェル・フォン・ロイターの指導も受けた。1936年にミュンヘンでデビューを飾り、1938年9月1日にウィーン国立歌劇場管弦楽団に入団し、同年11月1日にウィーン・フィルハーモニー管弦楽団に入団、1939年には同団のコンサートマスターに昇格した。1945年からはバリリ弦楽四重奏団を結成し、1959年に右肘を痛めるまで活動を継続した。四重奏団活動停止後もコンサートマスターとしての勤務を継続する。1966年から1969年まではウィーン・フィルハーモニーの楽団長を務めた。1972年9月1日に退職。1969年以降はウィーン市立音楽院で後進の指導に当たっている。
独奏者として引退し、運営面に移った後もオーケストラの後方の席で演奏に加わる事もあり、複数回の来日公演も果たしている。
2021年には矍鑠として100歳の誕生日を祝った。
息子はオーストリアの俳優で劇作家のガブリエル・バリリ。

## 著書
- 『ウィーン・フィルとともに　ワルター・バリリ回想録』岡本和子訳、音楽之友社、2012年。